# Stürme über Morreale
Stürme über Morreale ist ein italienischer Abenteuerfilm des Regisseurs Alessandro Blasetti aus dem Jahr 1938. Die Hauptrolle des italienischen Nationalhelden Ettore Fieramosca übernahm Gino Cervi.

## Handlung
Italien im Jahr 1500: Französische und spanische Truppen machen sich das Gebiet um das Schloss Morreale streitig, eine Felsenburg, die seit Jahrhunderten allen Angriffen siegreich standgehalten hat. Herrin des Schlosses ist Giovanna di Morreale, die nach dem Tode ihres Vaters und ihrer bei Fornovo gegen fremde Söldner gefallenen Brüder allein zurückgeblieben ist. Der Capuaner Edelmann Ettore Fieramosca begibt sich mit seinen Waffengefährten Fanfulla und Brancaleone nach diesem Schloss, wo Graiano d´Asti, ein kühner Abenteurer, Soldaten für Frankreichs Heer wirbt. Unterwegs begegnet er einigen Edeldamen, die nach dem spanischen Lager ziehen und nimmt sie mit sich nach Morreale. 
Hier jedoch will man die Damen nicht passieren lassen. Es kommt zum Streit, wobei das Pferd Fieramoscas von einem Hirten des Schlosses getötet wird. Schäumend vor Wut tritt Fieramosca Giovanna gegenüber. Vom ersten Augenblick an sieht es so aus, als ob ein grausames Geschick zwischen ihnen eine unüberwindliche Barriere aufrichten möchte. Inzwischen bricht im Tal zwischen Franzosen und Spaniern ein Scharmützel um eine Viehherde aus. Graiano, der sich um die Hand Giovannas bewirbt, um auf diese Weise Herr von Morreale zu werden, veranlasst Fieramosca, den Franzosen zu Hilfe zu eilen. Er leiht ihm seine eigene Rüstung. Giovanna sieht von einem Schlossfenster aus, wie sein unerwartetes und unwiderstehliches Eingreifen dem Treffen eine entscheidende Wendung gibt. Als sich daher Graiano später wieder in dieser Rüstung bei ihr vorstellt, glaubt sie den kühnen Kämpfer vor sich zu haben und sagt ihm ihre Hand zu. Am gleichen Tage entdeckt Fieramosca zufällig einen Geheimgang, der in die Schlosskapelle führt. Dort hört er ungesehen zu, wie Giovanna dem Geistlichen beichtet. So erfährt er, dass sie Graiano heiraten will, um ihren Untertanen einen Herrn zu geben, der ihrer Wahl würdig sei.
Ihr Herz schlägt im tiefsten Innern jedoch für den jungen Capuaner, und dies verwirrt sie maßlos. Unmittelbar darauf wird die Hochzeit unter den Augen Fieramoscas gefeiert, der betroffen und regungslos in seinem Versteck unfreiwilliger Zeuge wird. Kaum in den Besitz seiner neuen Macht belangt, geht Graiano an die Ausführung seiner verräterischen Pläne, damit sich die Franzosen, von Guy de la Motte geführt, des Schlosses bemächtigen können. Durch List lockt er die Ritter, Knappen und Bauern, die das Schloss verteidigen sollten, in einen Hinterhalt. Fieramosca allein sucht in hoffnungslosem Heroismus die Zugbrücke gegen die Eindringlinge zu halten. Mit Wunden bedeckt, wird der kühne Krieger in einer Grabstätte verborgen, wo er Giovanna im Wundfieber von seinem damaligen Eingriff in den Kampf zwischen Spaniern und Franzosen erzählt und von der Leidenschaft, die ihn ergriffen, als er sie in seinem Versteck in der Kapelle von ihrer Liebe zu ihm beichten hörte. Nun kann Giovanna seine Anwesenheit im Schloss nicht länger dulden und sorgt dafür, dass man ihn heimlich ins spanische Feldlager hinüberschafft.
Graiano wird inzwischen von Guy de la Motte zum Lohn für seinen schändlichen Verrat mit der Würde eines Herzogs von Morreale beliehen. Die Investitur wird mit einem großartigen Gastmahl gefeiert, an welchem Ritter und Edelfrauen teilnehmen. Der Thron jedoch, auf dem der Verräter Platz nehmen soll, ist schon vorher von Giovanna eingenommen worden, die seit dem Einzug der Franzosen in das Schloss verschwunden war. Sie sagt zwar kein Wort, aber ihre Gesichtszüge lassen erkennen, dass sie sich gegen den Usurpator empört. Rasend vor Wut stürzt sich Graiano auf seine junge Frau, um sie vom Thronsessel zu entfernen. In diesem Augenblick jedoch erscheinen die Spanier vor Morreale. Unter diesen befindet sich Fieramosca, dem Graiano kurz vorher ein weißes Pferd mit der Brandmarke von Morreale geschickt hatte. Fieramosca ist so des Glaubens, dass Giovanna ihn auf diese Weise für die Verteidigung des Schlosses belohnen und mit ihm quitt werden sollte. Er ist tief verletzt über diese Handlungsweise, die er für eine neue schwere Beleidigung ansehen muss. Als er nun die italienischen Truppen Graianos, die sich von dem Verräter abgewandt haben und von Giovanna ausgeschickt worden sind, um Blutvergießen zwischen Menschen gleicher Nation zu verhüten, herannahen sieht, greift er mit seinem italienischen Gefolge die Überraschten an. Es wird eine furchtbare Vernichtungsschlacht, bis ihm mitten im tobenden Kampf ein sterbender Krieger Giovannas seinen tragischen Irrtum enthüllt.
Die Schlacht, in die auch die Franzosen eingegriffen haben, endet mit einem Siege der Spanier und Italiener. Als Gefangene von Don Diego Garcia de Paredes, Befehlshaber der spanischen Truppen, erwarten Guy de la Motte und seine französischen Ritter in Barletta die Stunde der Befreiung. Durch reichlichen Trunk gereizt und erregt, machen sie mit dem Gastwirt Sugna einen Scherz, der bald in einem grausamen Spott ausartet. Bei der sich daraus entspinnenden Diskussion findet Guy de la Motte Gelegenheit, die italienischen Ritter zu verhöhnen und zu beleidigen.
Das weiße Ross Fieramoscas, das sein Besitzer in der Schlacht einige Zeit sich selbst überlassen musste, ist in das Schloss Morreale zurückgekehrt. Giovanna glaubt beim Anblick des herrenlosen Pferdes, dass Fieramosca schwer verwundet oder gar getötet sei und eilt ins spanische Lager, ihn zu suchen. Die beiden treffen sich und haben nun Gelegenheit, die Irrtümer aufzuklären, die in ihren Herzen entstanden sind. Fieramosca zittert vor Ungeduld, die Fehler, die sein Stolz ihn begehen ließ, wieder gutzumachen. Sobald er daher von der Beleidigung hört, die Guy de la Motte ausgestoßen hat, eilt er hin, um ihn im eigenen und im Namen der zwölf, dem Blutbad in Morreale entkommenen Italiener zum Zweikampf herauszufordern.
Graiano stellt sich auf die Seite der Franzosen. Die italienischen Ritter verrichten in dem nun folgenden Kampf wahre Wunder von Tapferkeit. Vergebens sucht Graiano Fieramosca hinterlistig niederzuschlagen. Brancaleone trifft den Verräter tödlich. Unter dem Frohlocken des Volkes werden die Franzosen gezwungen, sich zu ergeben. Fieramosca aber hat mit diesem Sieg zugleich auch das Herz und die Hand Giovannas von Morreale erobert.

## Veröffentlichung
Stürme über Morreale feierte seine Premiere in Italien am 29. Dezember 1938. In Deutschland kam er erstmals am 2. November 1939 in die Kinos.

## Synchronisation
Die deutsche Fassung entstand 1939 im Atelier Lüdtke & Dr. Rohnstein in Berlin unter Leitung von Dr. Konrad P. Rohnstein.
| Rolle                       | Schauspieler       | Dt. Synchronstimme |
| --------------------------- | ------------------ | ------------------ |
| Ettore Fieramosca           | Gino Cervi         | Claus Clausen      |
| Graiano d'Asti              | Mario Ferrari      | Alfred Haase       |
| Giovanna di Morreale        | Elisa Cegani       | Edyth Edwards      |
| Guy de la Motte             | Osvaldo Valenti    | Werner Scharf      |
| Prospero Colonna            | Lamberto Picasso   | Werner Schott      |
| Don Diego Garcia de Paredes | Corrado Racca      | C. W. Burg         |
| Fulvia                      | Clara Calamai      | Käthe Vanden       |
| Franciotto                  | Umberto Sacripante | Eduard Bornträger  |
| Jacopo                      | Carlo Duse         | Erich Dunskus      |
| Gentilino                   | Andrea Checchi     | Oskar Schättiger   |